# Fritz Bernhard (Maler)
Fritz Bernhard (* 7. Oktober 1895 in Winterthur; † 28. August 1966 ebenda) war ein Schweizer Kunstmaler und Professor für Freihandzeichnen, Modellieren und Architekturmodellbau am Technikum Winterthur (heute: Zürcher Hochschule für Angewandte Wissenschaften) von 1928 bis 1960.

## Familie
Fritz Bernhard wurde als Sohn von Konrad Bernhard (1859–1932) und Anna Bernhard-Vogel (1866–1952) geboren. Konrad Bernhard war in ärmlichen Verhältnissen in Laufen am Rheinfall (Gemeinde Dachsen ZH) aufgewachsen. Er arbeitete bei Gebrüder Sulzer AG in Winterthur zunächst als Schlosser, dann als Kontrolleur und bildete sich schliesslich zum Technischen Zeichner-Konstrukteur weiter. Die Mutter Anna Bernhard-Vogel wuchs in Neftenbach ZH und Herisau AR auf und war Damenschneiderin. Fritz Bernhards Schwester Anna (1898–1936) wurde ebenfalls Damenschneiderin und führte später in Winterthur ein Atelier für Haute Couture. 1923 heiratete Fritz Bernhard Maria Vittoria Torti (1897–1981), deren Vater in Biasca TI ein Bildhaueratelier für Grabmalkunst betrieb; die Verbundenheit zum Tessin und zur italienischen Sprache sowie zu Tessiner Dialekten prägten Bernhard stark.

## Leben
Fritz Bernhard besuchte in Winterthur die Primarschule, während der er sich mit seinem späteren Künstlerkollegen Werner Meyer anfreundete. Danach absolvierte er die städtische Industrieschule, die er 1914 mit der Matura abschloss. Diese Zeit prägten die Lehrer Franz Fankhauser (Romanist), Gottfried Bohnenblust (Germanist) und Johann Heinrich Reinhart (Zeichnen) sowie die Freundschaft zum Klassenkameraden Guido Jenny. 1914 bis 1919 besuchte Bernhard Kurse und Vorlesungen an der Kunstschule des Technikums Winterthur, an der Universität Zürich, an der Eidgenössischen Technischen Hochschule Zürich (namentlich bei Johann Jakob Graf) sowie an der École des Beaux-Arts in Genf (cours d’Académie et de Modelage). 1919 erlangte Bernhard das zürcherische Diplom eines Zeichenlehrers an Volks- und Mittelschulen. Es folgten eine Italienreise auf Einladung seines Freundes Guido Jenny sowie andere Studienreisen und assistierende sowie journalistische Tätigkeiten. 1928 wurde Fritz Bernhard mit dem Titel eines Professors als Lehrer für Freihandzeichnen, Modellieren und Architekturmodellbau ans Technikum Winterthur gewählt, wo er bis zu seiner Pensionierung 1960 und 1960/61 noch ein Semester als Hilfslehrer wirkte.
Fritz Bernhard war Mitinitiant und Mitglied der 1916 gegründeten Winterthurer Künstlergruppe, Mitglied der Gesellschaft schweizerischer Maler, Bildhauer und Architekten (GSMBA) und seit 1926 Ehrenmitglied der Société mutuelle artistique Genève.

## Künstlerische Entwicklung und Werk
Bernhard war der klaren Form zugetan. Seine Landschaftsmalerei zeigte bis in die 1930er-Jahre hinein Anklänge an Plenairismus und Impressionismus. In der Folge berücksichtigte er in seiner Malerei die zeichnerische Komponente vermehrt. Autodidaktisch hat Bernhard sich in seiner Genfer Zeit zudem Ferdinand Hodler orientiert.
In den 1940er-Jahren entwickelte Bernhard sein Zeichnen zu altmeisterlicher Akkuratesse, schaffte namentlich in den 1930ern und 40ern zum Jahreswechsel jeweils in aufwändiger Kleinarbeit eine Radierung und nutzte immer häufiger den Farbstift. Neben die malerisch mit Licht umgehenden Zeichnungen traten vermehrt Aquarelle und Landschaften in Öl. Dabei entwickelte Bernhard nicht photographische Treue wie Robert Zünd, gab aber die Strukturen minutiös wieder, in deren Motive sich Bernhard oft viele Tage vertiefte. Zeitgenossen kritisierten diese Werke mitunter als „akademisch“; in der Winterthurer Künstlergruppe setzten in den späten 30er-Jahren Verdrängungskämpfe ein. Die Nicht-Berücksichtigung von Winterthurer Künstlern bei den Aufträgen für die Ausmalung der Stadtkirche oder des Krematoriums Friedhof Rosenberg verursachte erhebliche Diskussionen. Vier Wandbilder von Winterthurer Künstlern (davon zwei von Bernhard, entstanden um 1924) in der Turnhalle von Winterthur-Wülflingen und wurden beim Umbau 1973 undokumentiert zerstört. 
In privaten Studien und Entwürfen für meist nicht realisierte Wandbilder zeigte Bernhard einen Zug zu Monumentalem. Allegorische, illustrative, ja anekdotische Darstellungen finden sich in kleinen Radierungen ebenso wie in grösseren Ölgemälden. Mit Szenen aus Homer oder aus Carl Spittelers Epen wirkte Bernhard als Malerpoet. Symbolhafter Ausdruck der Friedenssehnsucht oder des Todes steht neben Bildern, die aus Offenbachs Operetten Die schöne Helena und Orpheus in der Unterwelt sowie von Cervantes‘ Don Quijote inspiriert sind. Hier liess Bernhard sich von der narrativen Veranlagung eines Arnold Böcklin (1827–1901) und dessen Schüler Albert Welti (1862–1912) beeinflussen.
Während lieblose Eingriffe in die Landschaft Bernhard bestürzten, faszinierten ihn Technik und industrielle Architektur auch: In Darstellungen von Fabrikarealen arbeitet er unterschiedliche Blickwinkel und Perspektiven heraus, in Landschaften taucht als farblicher Kontrast plötzlich ein gelbes Automobil auf oder findet sich mückenklein ein viermotoriges Kampfflugzeug am Himmel (Bernhard leistete im Zweiten Weltkrieg Aktivdienst als Späher). 
Gelegentlich entwickelte Bernhard futuristische Visionen oder schaffte Karikaturen und humoristische Gelegenheitsgraphik für Festprogramme und Fasnachtszeitungen. Für die Romanseite des Winterthurer Tagblatts illustrierte er 1945 Die Reise der Tellus von Ole Eklund (Original: Undret från Kraterön, 1939). Eine breite Streuung erfuhren drei Malbücher für die Jugend, die Bernhard im Auftrag der Nahrungsmittelfabrik Maggi in Kemptthal ZH in den Jahren 1932 (Mein Mal- und Zeichenbuch), 1943 (De chli Maler) und 1946 (Wie lerne ich zeichnen und malen?) schuf. 
Nebst ungezählten graphischen Arbeiten, zu denen auch Buchillustrationen gehörten, hinterliess Fritz Bernhard rund 140 Ölbilder im unveräusserten Nachlass.